# Rudolf Leopold

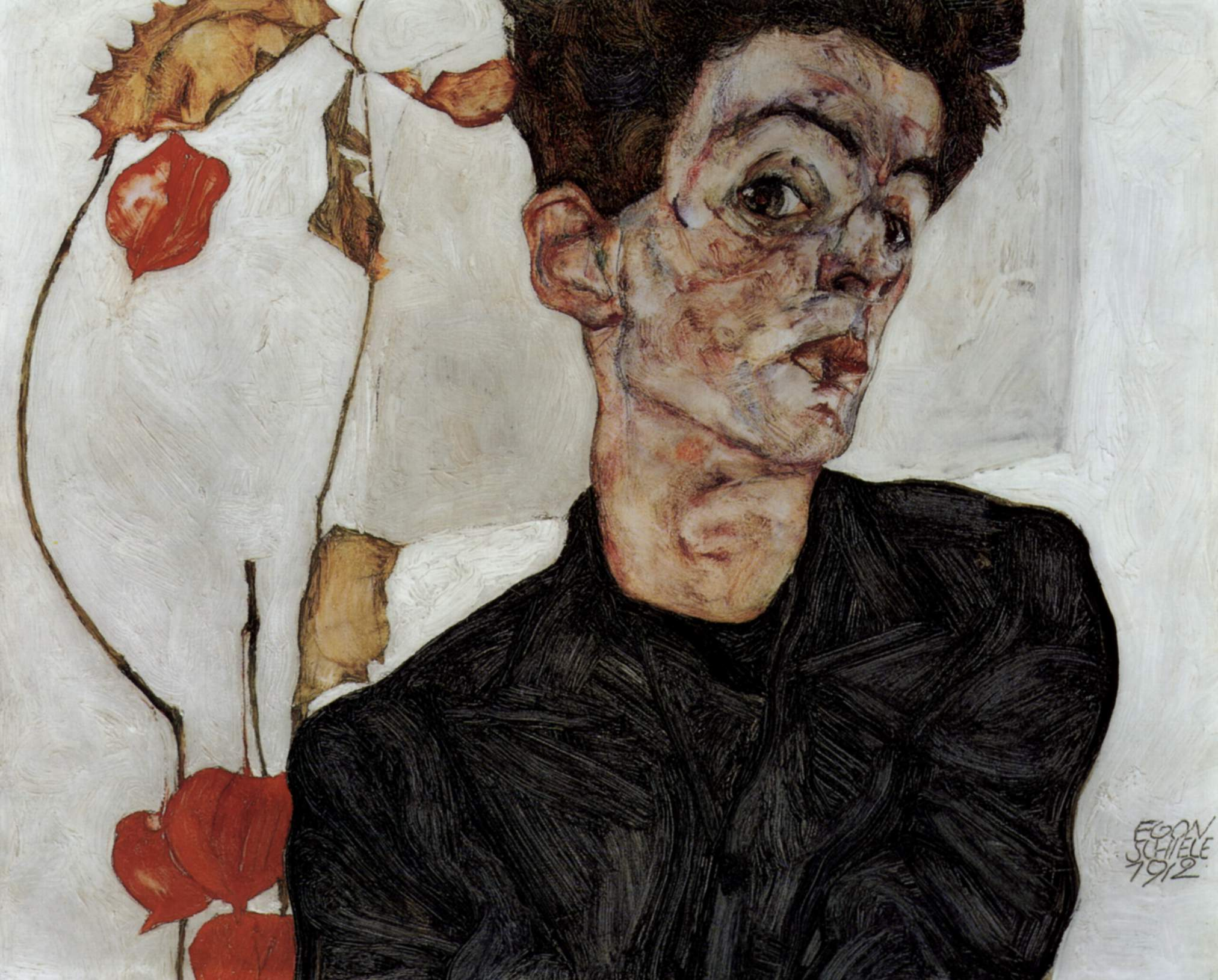
Autoportrait avec des fruits de lampions d'Egon Schiele en 1912

Rudolf Leopold, né à Vienne le 1er mars 1925 et mort dans cette même ville le 29 juin 2010, est un collectionneur d'art autrichien.
Sa collection de plus de 5 000 œuvres a été achetée par l'État autrichien afin de créer le Leopold Museum, duquel il a été le directeur. Le Leopold Museum est installé dans le MuseumsQuartier à Vienne. 
Ophtalmologiste de profession, Rudolf Leopold commence à collectionner les œuvres d'art au milieu des années 1950, avec une préférence particulière pour les travaux d'Egon Schiele, dont les œuvres sont disponibles à peu de frais à l'époque. Il devient ainsi le spécialiste reconnu de ce peintre, conseillant plusieurs grandes institutions et publiant en 1972 une monographie de l'artiste.
Il collectionne également des tableaux de Gustav Klimt, Oskar Kokoschka. 

## Musée Leopold
Il crée une fondation privée en 1994, qui construit un bâtiment à Vienne en 2001, pour abriter sa collection, constituant le musée Leopold actuel.
Ce site rassemble la plus grande collection d'Egon Schiele au monde.